# Éric de Beukelaer
Pour les articles homonymes, voir Beukelaer.
 (septembre 2022).
Si vous disposez d'ouvrages ou d'articles de référence ou si vous connaissez des sites web de qualité traitant du thème abordé ici, merci de compléter l'article en donnant les références utiles à sa vérifiabilité et en les liant à la section « Notes et références ».
Éric de Beukelaer est un prêtre catholique belge né Wilrijk (Anvers) le 30 novembre 1963. Il est aussi chroniqueur pour des médias belges.

## Biographie
Éric de Beukelaer est titulaire de licences en droit, droit canon, philosophie et théologie. Il est ordonné prêtre en 1991 puis est professeur de l'histoire de l'Église et de droit canon au séminaire de Liège. Il devint de 2002 à 2010 porte-parole francophone des évêques belges. Entre 2011 et 2016, il est curé-doyen du centre ville de Liège et curé de l'unité pastorale Saint-Lambert-au-Cœur-de-Liège, il préside auparavant le séminaire Saint-Paul à Louvain-la-Neuve. Depuis septembre 2016, il est vicaire épiscopal du diocèse de Liège pour les questions temporelles (juridiques, économiques, patrimoniales). En septembre 2020, il succède à Alphonse Borras comme vicaire général pour le diocèse de Liège. Il est également chanoine titulaire de la cathédrale Saint-Paul de Liège. 
Il est chroniqueur pour le quotidien belge La Libre Belgique et pour la chaîne Française KTO, ainsi qu'éditorialiste pour les radios RCF et 1RCF. Chroniqueur dans la Matinale de la radio La Première (RTBF) de septembre 2019 à juin 2022, il est aussi administrateur de la Fondation « Ceci n'est pas une crise ».

### Ouvrages
[réf. incomplète]
- Ce sexe qui n'est pas celui des anges, Fidélité Eds, 1999
- Les Erreurs de l'Église, Fidélité Eds, coll. "Que penser de ...?", 2000
- L'Église de Judas, Fidélité eds, 2002
- Du temps où j'allais à la messe, Fidélité Eds, 2004
- Petit guide de lecture de l'abrégé du catéchisme, Bayard culture, 2006
- Lettre ouverte aux déçus de christianisme, Médiaspaul, 2006
- Apprendre à vivre sa sexualité, Béatitudes Eds, 2007
- Pourquoi je ne crois pas à la faillite du christianisme, Nouvelle Cité, 2009
- Une cuillère d'eau bénite et un zeste de soufre, éd. EME 2009 (avec Baudouin Decharneux, illustr. Pierre Kroll)
- La bourse et la vie, éd. Anthémis 2009, (avec Bruno Colmant, illustr. Pierre Kroll)
- Quand l'Église perd son âme - Réflexions sur les erreurs, fautes et péchés commis au nom de l'Église au cours de son histoire, Fidélité Eds, 2011
- Credo politique, Fidélité Eds, 2011
- Valet de trèfle (Roman) EME, 2012
- Homélies d'un jeune Curé: Année A : Le cycle saint Matthieu, Éditions Croix Du Salut, 2012  (ISBN 978-3841698162)
- Homélies d'un jeune Curé: Année B: Le cycle saint Marc, Éditions Croix Du Salut, 2013  (ISBN 978-3841698353)
- Homélies d'un jeune Curé: Année C: Le cycle saint Luc, Éditions Croix Du Salut, 2013  (ISBN 978-3-8416-9879-7)
- Le prêtre et l'économiste, éd. Renaissance du Livre 2018 (avec Bruno Colmant)
- Dans le cadre de la Fondation "Ceci N'est Pas Une Crise": 
  - Ceci N’est Pas Une Crise, éd. Renaissance du Livre 2015 (ouvrage collectif)
  - BREXIT !, éd. Renaissance du Livre 2016 (ouvrage collectif)
  - L’Urgence Humaniste, éd. Renaissance du Livre 2017 (avec Baudouin Decharneux)

### Préfaces
- Marcel Bolle de Bal, Vincent Hanssens, Le croyant et le mécréant : sens, reliances, transcendances, parole et silence, 2009
- Baudouin Decharneux, Meurtre en Kabbale. Une enquête du professeur Julius Alexander, EME Éditions, 2009.
- Franck Doutrery, L'église buissonnière, Chronique d'une enfance pieuse et espiègle, Eme et intercommunications, 2012
- Hervé Hasquin, Les catholiques belges et la franc maçonnerie, Avant-Propos, 2012  (ISBN 978-2930627182)